# Δ
Delta (Δ ou δ; em grego:  δέλτα, transl.: délta) é a quarta letra do alfabeto grego.
Devido ao formato de triângulo da letra maiúscula, diversas denominações que possuem algum tipo de semelhança ou afinidade com esse formato recebem o nome da letra, como é o caso da asa-delta e da delta de um rio.
Na matemática e nas ciências aplicadas, é comum o uso da letra maiúscula para representar a diferença entre duas variáveis, como "ΔS", que identifica o resultado da diferença entre a variável "S" em duas situações distintas. A escolha desse símbolo tem lastro no fato de que a palavra para diferença é, em grego:  Διαφορά, transl.: diaforá.
Em mineralogia óptica, a letra maiúscula é utilizada para simbolizar a birrefringência máxima de um cristal.
O delta também é muito utilizado na química sendo ΔH o representante das variações de entalpia das reações químicas por exemplo.

## Pronúncia
Em grego antigo, delta representava uma plosiva dentária sonora / d /. No grego moderno, ele representa uma fricativa dental expressa / ð /, como do inglês "th" em "that" ou "this" (enquanto / d / em palavras estrangeiras é comumente transcrito como ντ). Delta é romanizado como d ou dh

## Classificação
- Alfabeto – Alfabeto grego
- Fonética – /De/, Letra D